# Championnats du monde de descente de canoë-kayak 2023
Navigation
Édition précédente
Les championnats du monde de descente de canoë-kayak 2023, trente-neuvième édition des championnats du monde de descente en canoë-kayak, ont lieu du 9 au 11 juin 2023 à Augsbourg, en Allemagne.

## Résultats

### Sprint

#### K1
| Épreuves          | Or                                                        | Argent                                                                  | Bronze                                      |
| ----------------- | --------------------------------------------------------- | ----------------------------------------------------------------------- | ------------------------------------------- |
| Individuel femmes | Marie Němcová (en) Tchéquie                               | Giulia Formenton (en) ItalieLise Vinet France                           | Non attribuée                               |
| Individuel hommes | Anže Urankar (en) Slovénie                                | Simon Oven (en) Slovénie                                                | Luca Barone France                          |
| Par équipe femmes | Lise Vinet Mathilde Valdenaire Lisa Lebouc France         | Marie Němcová (en) Klára Vaňková Kristina Novosadová Tchéquie           | Ana Šteblaj Nika Ozimc Živa Jančar Slovénie |
| Par équipe hommes | Nejc Žnidarčič Simon Oven (en) Anže Urankar (en) Slovénie | Yannic Lemmen (en) Björn Beerschwenger (en) Joshua Piaskowski Allemagne | Hugues Moret Luca Barone Elias Blais France |

#### C1
| Épreuves          | Or                                                                 | Argent                                                    | Bronze                                                  |
| ----------------- | ------------------------------------------------------------------ | --------------------------------------------------------- | ------------------------------------------------------- |
| Individuel femmes | Laura Fontaine France                                              | Cecilia Panato (en) Italie                                | Marie Němcová (en) Tchéquie                             |
| Individuel hommes | Charles Ferrion France                                             | Blaž Cof (en) Slovénie                                    | František Salaj Tchéquie                                |
| Par équipe femmes | Laura Fontaine Margot Béziat Elsa Gaubert France                   | Marie Němcová (en) Zuzana Dziadkova Anna Retkova Tchéquie | Non attribuée                                           |
| Par équipe hommes | Normen Weber (en) Janosch Suelzer (en) Andreas Heilinger Allemagne | Nicolas Sauteur Charles Ferrion Matteo Zanni France       | Ondřej Rolenc (en) Matěj Vaněk František Salaj Tchéquie |

#### C2
| Épreuves          | Or                                                                                           | Argent                                                                                           | Bronze                                                                                          |
| ----------------- | -------------------------------------------------------------------------------------------- | ------------------------------------------------------------------------------------------------ | ----------------------------------------------------------------------------------------------- |
| Femmes            | Elsa Gaubert Margot Béziat France                                                            | Alice Panato Cecilia Panato (en) Italie                                                          | Hannah Müller Mona Clavadetscher Suisse                                                         |
| Hommes            | Daniel Suchánek Ondřej Rolenc (en) Tchéquie                                                  | Nicolas Sauteur Théo Viens France                                                                | Hugues Moret Pierre Troubady France                                                             |
| Par équipe hommes | Nicolas Sauteur/Théo Viens Manoël Roussin/Tanguy Roussin Hugues Moret/Pierre Troubady France | Daniel Suchánek/Ondřej Rolenc (en) Matěj Vaněk/Karel Rasner Hynek Míka/Tomáš Cardoselli Tchéquie | Tim Heilinger/Normen Weber Roman Wirtz/Janosch Suelzer Moritz Lipperheide/Ole Schwarz Allemagne |

## Tableau des médailles
| Rang  | Nation    | Or | Argent | Bronze | Total |
| ----- | --------- | -- | ------ | ------ | ----- |
| 1     | France    | 6  | 3      | 3      | 12    |
| 2     | Tchéquie  | 2  | 3      | 3      | 8     |
| 3     | Slovénie  | 2  | 2      | 1      | 5     |
| 4     | Allemagne | 1  | 1      | 1      | 3     |
| 5     | Italie    | 0  | 3      | 0      | 3     |
| 6     | Suisse    | 0  | 0      | 1      | 1     |
| Total | Total     | 11 | 12     | 9      | 32    |